# Badger (Dakota del Sud)
Badger è un comune (town) degli Stati Uniti d'America della contea di Kingsbury nello Stato del Dakota del Sud. La popolazione era di 107 abitanti al censimento del 2010.

## Geografia fisica
Badger è situata a 44°29′08″N 97°12′27″W (44.485685, -97.207380).
Secondo lo United States Census Bureau, la città ha una superficie totale di 2,75 km², dei quali 2,75 km² di territorio e 0 km² di acque interne (0% del totale).
A Badger è stato assegnato lo ZIP code 57214 e lo FIPS place code 03060.

## Storia
Badger fu progettata nel 1906, deve il suo nome al lago Badger. Un ufficio postale era in funzione a Badger dal 1908.

## Società

### Evoluzione demografica
Secondo il censimento del 2010, la popolazione era di 107 abitanti.

### Etnie e minoranze straniere
Secondo il censimento del 2010, la composizione etnica della città era formata dal 100% di bianchi, lo 0% di afroamericani, lo 0% di nativi americani, lo 0% di asiatici, lo 0% di oceanici, lo 0% di altre etnie, e lo 0% di due o più etnie. Ispanici o latinos di qualunque etnie erano lo 0% della popolazione.